# 鄭明道
鄭明道（チョン・ミョンド、生年不詳 - ）は、朝鮮民主主義人民共和国（北朝鮮）の軍人、政治家。朝鮮人民軍海軍大将。

## 略歴
朝鮮人民軍海軍司令官を務める。2010年9月の朝鮮労働党の第3回党代表者大会で党中央軍事委員会の委員となる。2016年5月に開催された朝鮮労働党第7次大会で党中央軍事委員会の名簿に掲載されず中央軍事委員会委員からの退任が確認された。